# Campeonato de Primera Fuerza de la FMF 1929-30
La Temporada 1929-30 fue la edición VIII del campeonato de liga de la Primera Fuerza del fútbol mexicano, luego de la fundación de la Federación Mexicana de Fútbol en 1922; Comenzó el 13 de octubre y concluyó el 18 de mayo.

## Sistema de competencia
Los ocho participantes disputan el campeonato bajo un sistema de liga, es decir, todos contra todos a visita recíproca; con un criterio de puntuación que otorga dos unidades por victoria, una por empate y cero por derrota. El campeón sería el club que al finalizar el torneo haya obtenido la mayor cantidad de puntos, y por ende se ubique en el primer lugar de la clasificación. 
En caso de concluir el certamen con dos equipos empatados en el primer lugar, procedería una serie a ganar dos de tres partidos entre ambos conjuntos; de terminar en empates dicho duelos, se alargarían a la disputa de dos tiempos extras de 30 minutos cada uno, y posteriormente a un nuevo encuentro hasta que se produjera un ganador.
En caso de que el empate en el primer lugar fuese entre más de dos equipos, se realizaría una ronda de partidos entre los involucrados, con los mismos criterios de puntuación, declarando campeón a quien liderada esta fase al final.
Para el resto de las posiciones que no estaban involucradas con la disputa del título, su ubicación, en caso de empate, se definía por medio del criterio de gol average o promedio de goles, y se calculaba dividiendo el número de goles anotados entre los recibidos.

## Tabla General
|    | Equipos     | PJ | G | E | P  | GF | GC | Dif. | Pts. |
| -- | ----------- | -- | - | - | -- | -- | -- | ---- | ---- |
| 1. | España      | 14 | 9 | 2 | 3  | 33 | 22 | 11   | 20   |
| 2. | América     | 14 | 7 | 4 | 3  | 34 | 20 | 14   | 18   |
| 3. | Necaxa      | 14 | 7 | 3 | 4  | 36 | 24 | 12   | 17   |
| 4. | Asturias    | 14 | 6 | 5 | 3  | 34 | 22 | 12   | 17   |
| 5. | Atlante     | 14 | 6 | 4 | 4  | 32 | 25 | 7    | 16   |
| 6. | Marte       | 14 | 4 | 5 | 5  | 22 | 25 | -3   | 13   |
| 7. | México      | 14 | 2 | 2 | 10 | 15 | 44 | -29  | 6    |
| 8. | Germania FV | 14 | 1 | 3 | 10 | 21 | 45 | -24  | 5    |